# Театр (роман)
«Театр» (англ. Theatre) — роман англійського письменника Сомерсета Моема, вперше опублікований 1937 року одночасно у Великій Британії (видавництво Heinemann) і США (видавництво Doubleday, Doran).

## Сюжет
Головна героїня роману — Джулія Лемберт. Їй 46 років. Вона знаменита театральна акторка Англії, життя якої вдалося. Має сім'ю: успішний чоловік Майкл, власник і режисер театру «Сіддонс», де грає Джулія, дорослий освічений син Роджер. Вона купається в променях слави і має багатих шанувальників та шанувальниць. Свої почуття героїня виявляє здебільшого на сцені.
Поступово особисте життя Джулії перестає її влаштовувати: чоловік Майкл закритий, стриманий, практичний, вона розлюбила його і почала зраджувати. Зійшлася з молодим бухгалтером Томасом Феннелом, молодшим від неї на 25 років. Джулія закохується і з головою занурюється в свої почуття. Вона обдаровує коханого, наближає його до своєї сім'ї, іноді забуваючи про пристойність. Поступово Джулія зауважує, що стосунки з Томом ударили по її репутації, про них пліткують у товаристві і, що найнеприємніше, переважно, через його марнославство. Джулія змушена подивитися правді у вічі. Вона зізнається собі, що Том її не кохає, пристрасть його залишилася в минулому, а Джулія була для нього насамперед лише перепусткою в світ богеми та аристократії. До того ж, Том захопився молодою акторкою Евіс Крайтон і, за допомоги Джулії, влаштував її в театр «Сіддонс». Найболючішим для закоханої жінки стає те, що це не просто інтрижка: Том збирається мало не одружитися з молодою бездарною акторкою. Ще одним ударом для Джулії стає відверте зізнання її сина, що він більше не вірить їй і вважає, ніби за тими ролями, які вона виконує в реальному житті, не залишилося нічого, лише пустка.
Переживши бурю емоцій, Джулія, як сильна і мудра жінка справляється із почуттями до Тома. Роман закінчується тріумфом героїні у виставі, де дебютувала Евіс Крайтон. Джулія віртуозно вбиває дебют Евіс разом із її кар'єрою.
Наприкінці роману Джулія, розчарувавшись у щирих почуттях, вимовляє: «Кажуть: гра — удавання. Це удавання і є єдиною реальністю».

## Екранізація
- «Чарівна Джулія[en]» — фільм 1962 року, у головній ролі — Лілі Палмер[3].
- «Театр» — латвійський фільм 1978 року, у головній ролі — Вія Артмане[4].
- «Бути Джулією[en]» — фільм 2004 року, в головній ролі — Аннетт Бенінг; 2005 року фільм номіновано на «Оскар» у категорії «Найкраща акторка» та здобув премію «Золотий глобус» у категорії «Найкраща акторка — комедія або мюзикл»[5].